# Waldemar Knoke
Waldemar Knoke (* 26. April 1924 in Hannover; † nach 1996) war ein deutscher Radrennfahrer.

## Sportliche Laufbahn
Knoke war im Straßenradsport sowie im Bahnradsport aktiv. Als Amateur fuhr er für den Verein „RV Zugvogel Hannover“ und gewann 1948 Rund um den Elm und 1949 Bremen–Hannover–Bremen vor Wolfgang Grupe. Bei der Deutschen Meisterschaft im Straßenrennen der Amateure 1948 hatte er als Vierter das Podium knapp verpasst. In der nationalen Meisterschaft im Mannschaftszeitfahren kam er 1948 mit Rudi Theissen, Heinz Ludewig, Helmut Ahrens, Theodor Schumacher und Heinz Lier auf den 2. Platz. 1949 gewann Knoke erneut Rund um den Elm und weitere Eintagesrennen. 1950 gewann er Bochum–Münster–Bochum und den Großen Dürkopp-Concordia-Preis. 1950 wurde er Berufsfahrer im Radsportteam Heidemann. Auf der Straße blieb er als Radprofi ohne Erfolge. Ab 1951 bestritt er vorrangig Bahnrennen und startete bei einigen Sechstagerennen. Seine beste Platzierung dabei war der 3. Platz 1953 in Hannover mit Armin von Büren als Partner. Mit Heinz Zoll wurde er 1952 Vizemeister im Zweier-Mannschaftsfahren bei den Profis und Vizemeister in der Einerverfolgung.